# 朱氏突吻脂鯉
朱氏突吻脂鯉，為輻鰭魚綱脂鯉目脂鯉亞目唇齒脂鯉科的其一種，分布於南美洲法屬圭亞那的Sinnamary、Approuague與Oyapock河流域，體長可達7.7公分，棲息在溪流及沼澤，生活習性不明。